# Jorge Eliécer Gaitán
Jorge Eliécer Gaitán (ur. 23 stycznia 1898 w Cucunuba, Kolumbia, zm. 9 kwietnia 1948 w Bogocie, Kolumbia) – kolumbijski polityk i adwokat, minister edukacji.

## Życiorys
Polityk Kolumbijskiej Partii Liberalnej, był również jej kandydatem w najbliższych wyborach prezydenckich z istotnymi szansami na zwycięstwo. W latach 1936–1937 pełnił urząd burmistrza Bogoty. Był również ministrem edukacji w rządzie prezydenta Eduarda Santosa Montejo. 
Zginął zamordowany 9 kwietnia 1948 r. Tego dnia, po zakończeniu pracy, Gaitán planował spotkanie z Fidelem Castro, Enrique Ovaresem oraz Alfredo Guevarą, z którymi miał uzgodnić swój udział w Latynoamerykańskim Kongresie Młodzieży. W momencie, kiedy Gaitán opuścił kancelarię, został dwukrotnie postrzelony w głowę i raz w klatkę piersiową. Mimo szybkiej pomocy i przewiezienia do najbliższego szpitala (Clinica Central) w ciągu godziny polityk zmarł. 

## Bogotazo
Po informacji lekarzy o śmierci Gaitána stacja radiowa Últimas noticias, sprzyjająca liberałom, nadała komunikat oskarżający władze o doprowadzenie do śmierci polityka. Radio wezwało również mieszkańców Bogoty do wyjścia na ulice z kijami, kamieniami i bronią palną. Komunikat wywołał niezwykle gwałtowną reakcję najuboższych mieszkańców miasta, którzy obrzucili kamieniami pałac prezydencki, podpalali autobusy i samochody. Zamieszki zaczęły się również w innych miastach Kolumbii. Protestujący wyrażali nie tylko oburzenie z powodu śmierci polityka, ale i ogólny sprzeciw wobec sytuacji panującej w kraju, za którą winili najbogatsze warstwy Kolumbijczyków oraz związane z nimi partie. Stale rosnący tłum zaatakował siedzibę gazety „El Siglo”. Doszło do pierwszych starć z policją (której część postanowiła przyłączyć się do tłumów) i wojskiem, były ofiary śmiertelne. Uczestnicy zamieszek byli uzbrojeni w przypadkowe przedmioty. Zniszczone zostały również więzienia w Bogocie, z których uciekło kilkuset osadzonych. Ostatecznie siły zbrojne stłumiły zamieszki. Szacuje się, że bezpośrednio ofiarą Bogotazo padło 3000 osób.